# Kancelaria osobista gen. A.A. Własowa
Kancelaria osobista gen. A.A. Własowa (ros. Личная канцелярия ген. А.А. Власова) – organ obsługi głównodowodzącego Rosyjskiej Armii Wyzwoleńczej podczas II wojny światowej
Kancelaria gen. Andrieja A. Własowa została powołana w berlińskiej dzielnicy Dahlem w willi przy ulicy Kibitzweg 9 w poł. 1943 r., kiedy głównodowodzący fikcyjnej Rosyjskiej Armii Wyzwoleńczej (ROA) decyzją Führera Adolfa Hitlera znalazł się w areszcie domowym. Pełniła ona jednocześnie funkcję Kwatery Głównej ROA, choć faktyczny wpływ gen. A.A. Własowa na tę formację wojskową był znikomy. Funkcję kierownika kancelarii objął b. oficer Armii Czerwonej mjr Michaił A. Kaługin. 2 września 1943 r. zastąpił go emigrant płk Konstantin G. Kromiadi. Dzięki jego wpływom w składzie personelu kancelarii znalazło się wielu innych emigrantów, jak Lew A. Rar, Dmitrij A. Lewicki, prof. Iwan D. Grimm, N. N. Ryszkow, A. P. Nikanorow, baron Wiktor Rozenberg, N. Kawas, czy Konradi-Kondraszew. Część z nich była członkami Narodowego Związku Pracujących (NTS). Silny wpływ na działalność kancelarii miał nieformalnie oficer łącznikowy Wehrmachtu przy głównodowodzącym ROA kpt. Siergiej B. Fröhlich. Wynikało to z faktu kontrolowania przez Niemców wszelkich działań gen. A.A. Własowa. Kancelaria zapewniała obsługę głównodowodzącego ROA. W willi odbywały się spotkania gen. A.A. Własowa z wojskowymi ROA i niemieckich sił zbrojnych, dygnitarzami III Rzeszy, działaczami białej emigracji rosyjskiej, działaczami Rosyjskiego Ruchu Wyzwoleńczego itd. Dokumentacja kancelarii została w całości zniszczona pod sam koniec wojny, aby nie dostała się w ręce Sowietów.